# Rhopaloeides odorabile
Rhopaloeides odorabile är en svampdjursart som beskrevs av Thompson, Murphy, Bergquist och Evans 1987. Rhopaloeides odorabile ingår i släktet Rhopaloeides och familjen Spongiidae.
Artens utbredningsområde är havet kring Australien. Inga underarter finns listade i Catalogue of Life.